# Fortifications espagnoles de Milan
 (août 2024).
Si vous disposez d'ouvrages ou d'articles de référence ou si vous connaissez des sites web de qualité traitant du thème abordé ici, merci de compléter l'article en donnant les références utiles à sa vérifiabilité et en les liant à la section « Notes et références ».
Les fortifications espagnoles de Milan sont des fortifications  construites entre la fin du XVIe siècle et le début du XVIIe siècle, pendant la domination espagnole.

## Histoire
Ils ont été commandés par le roi Philippe III d'Espagne dans le cadre d'un projet urbanistique et défensif.

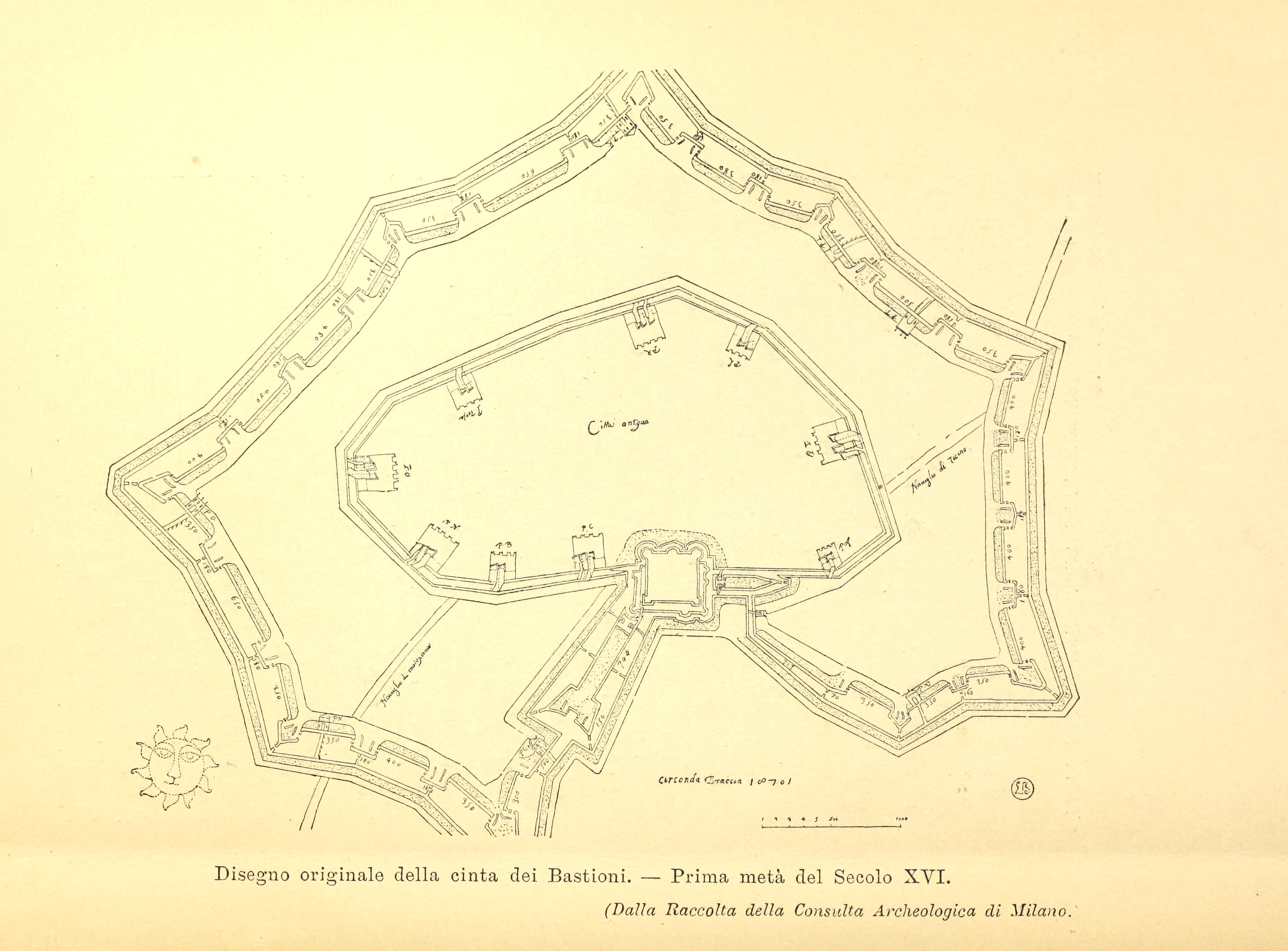
Dessin original des bastions de la première moitié du XVIe siècle.
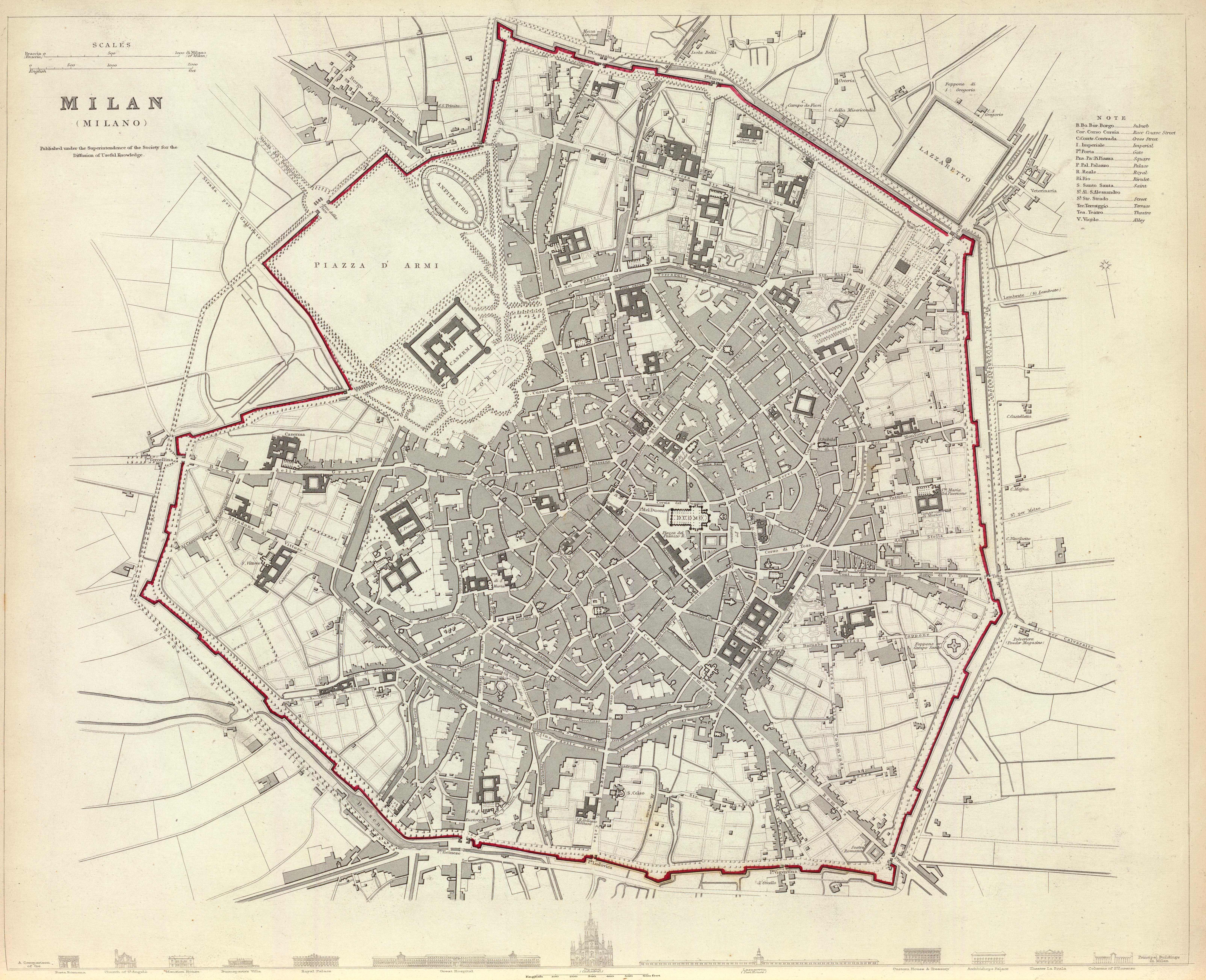
Carte de Milan en 1832. Les murs espagnols sont marqués en rouge.

## Démolition
Une grande partie des murs a été détruit lors des guerres du XXe siècle.
Certains vestiges sont encore visibles dans différentes zones de la ville, offrant un témoignage important de leur passé.